# Саадет IV Ґерай
Саадет IV Ґерай (1662–1732) — кримський хан у 1717—1724 рр. з династії Ґераїв, наступник Девлета III Ґерая, попередник Менґлі II Ґерая. Син Селіма I Ґерая. Був калгою в друге правління Девлета II Ґерая.
Після призначення ханом відправився в австрійський похід, але унаслідок швидкого укладення миру Османської імперії з Австрією військова допомога виявилася незатребуваною і хан повернувся до Кримського ханства.
На батьківщині продовжив заходи, розпочаті Капланом I Ґераєм по поверненню контролю над Черкесією і добився більшого успіху в цьому, ніж його попередник.
Саадет IV провів кадрову перестановку в своєму оточенні, щоб наблизити до трону вірних собі людей. Тим самим були відлучені від джерел доходів деякі впливові особи, що вирішили підняти проти хана заколот і позбавити влади його. Вони зуміли привернути на свою сторону калгу Сафу Ґерая, використовуючи щонайменші приводи для скарг султанові на Саадета IV Ґерая заради того, щоб добитися його заміни. Саадет IV вирішив уникнути внутрішнього конфлікту і залишив ханський престол.